# Ambérieux
Ambérieux és un municipi francès situat al departament del Roine i a la regió d'Alvèrnia-Roine-Alps. L'any 2007 tenia 542 habitants.

## Demografia

### Població
El 2007 la població de fet d'Ambérieux era de 542 persones. Hi havia 186 famílies de les quals 38 eren unipersonals (19 homes vivint sols i 19 dones vivint soles), 39 parelles sense fills, 97 parelles amb fills i 12 famílies monoparentals amb fills.
La població ha evolucionat segons el següent gràfic:
Habitants censats

### Habitatges
El 2007 hi havia 195 habitatges, 187 eren l'habitatge principal de la família, 1 era una segona residència i 7 estaven desocupats. 174 eren cases i 21 eren apartaments. Dels 187 habitatges principals, 163 estaven ocupats pels seus propietaris, 23 estaven llogats i ocupats pels llogaters i 1 estava cedit a títol gratuït; 5 tenien dues cambres, 18 en tenien tres, 49 en tenien quatre i 116 en tenien cinc o més. 170 habitatges disposaven pel capbaix d'una plaça de pàrquing. A 72 habitatges hi havia un automòbil i a 106 n'hi havia dos o més.

### Piràmide de població
La piràmide de població per edats i sexe el 2009 era:
| Homes | Edats   | Dones |
| ----- | ------- | ----- |
| 0     | 95 o +  | 0     |
| 0     | 90 a 94 | 4     |
| 0     | 85 a 89 | 0     |
| 0     | 80 a 84 | 4     |
| 12    | 75 a 79 | 4     |
| 8     | 70 a 74 | 4     |
| 8     | 65 a 69 | 12    |
| 8     | 60 a 64 | 12    |
| 12    | 55 a 59 | 16    |
| 20    | 50 a 54 | 12    |
| 24    | 45 a 49 | 20    |
| 16    | 40 a 44 | 4     |
| 24    | 35 a 39 | 28    |
| 8     | 30 a 34 | 8     |
| 0     | 25 a 29 | 12    |
| 12    | 20 a 24 | 8     |
| 12    | 15 a 19 | 4     |
| 16    | 10 a 14 | 12    |
| 20    | 5 a 9   | 20    |
| 8     | 0 a 4   | 8     |

## Economia

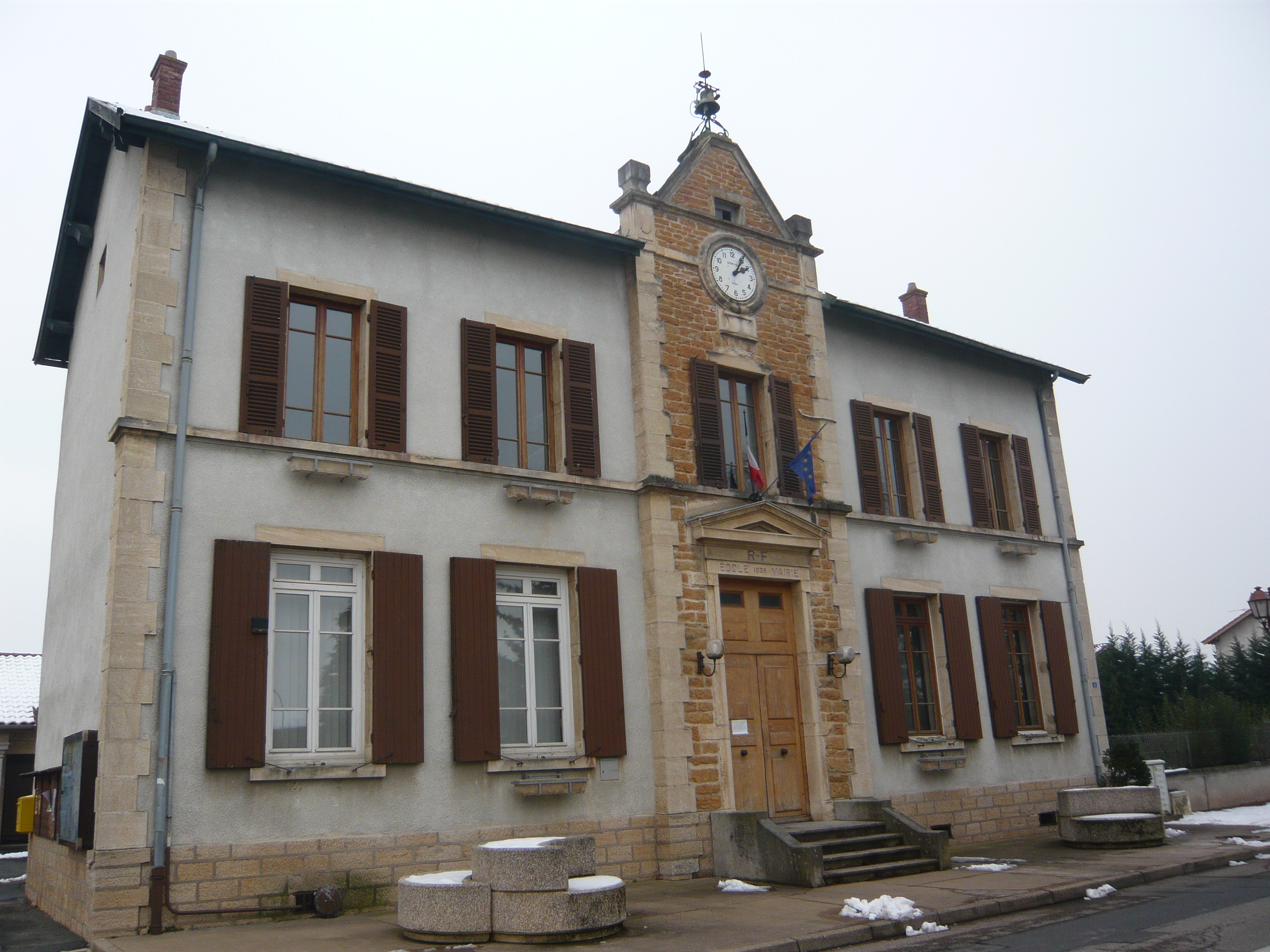
Ajuntament de Ambérieux

El 2007 la població en edat de treballar era de 349 persones, 276 eren actives i 73 eren inactives. De les 276 persones actives 266 estaven ocupades (148 homes i 118 dones) i 10 estaven aturades (7 homes i 3 dones). De les 73 persones inactives 25 estaven jubilades, 33 estaven estudiant i 15 estaven classificades com a «altres inactius».

### Ingressos
El 2009 a Ambérieux hi havia 184 unitats fiscals que integraven 551 persones, la mediana anual d'ingressos fiscals per persona era de 19.826 €.

### Activitats econòmiques
Dels 51 establiments que hi havia el 2007, 2 eren d'empreses extractives, 5 d'empreses de fabricació d'altres productes industrials, 11 d'empreses de construcció, 17 d'empreses de comerç i reparació d'automòbils, 1 d'una empresa de transport, 2 d'empreses d'hostatgeria i restauració, 3 d'empreses financeres, 2 d'empreses immobiliàries i 8 d'empreses de serveis.
Dels 13 establiments de servei als particulars que hi havia el 2009, 4 eren tallers de reparació d'automòbils i de material agrícola, 2 guixaires pintors, 2 fusteries, 4 electricistes i 1 restaurant.
L'únic establiment comercial que hi havia el 2009 era una botiga de material de revestiment de parets i terra.
L'any 2000 a Ambérieux hi havia 11 explotacions agrícoles que ocupaven un total de 498 hectàrees.

## Equipaments sanitaris i escolars
El 2009 hi havia una escola elemental.

## Poblacions més properes
El següent diagrama mostra les poblacions més properes.